# Pablo Antonio Ramella
Pablo Antonio Ramella (La Plata, provincia de Buenos Aires, 13 de junio de 1906 - San Juan, provincia de San Juan, Argentina, 25 de abril de 1993) fue un abogado constitucionalista, jurista, juez, docente, poeta y periodista argentino, de activa militancia católica y peronista. Entre otras funciones públicas se desempeñó fiscal, juez, senador nacional (1946-1952), convencional constituyente en 1949, ministro de gobierno de la provincia de San Juan (1973-1975) ministro de la Corte Suprema de Justicia de la Nación (1975-1976) -cargo del que fue desplazado por el golpe de Estado cívico-militar de 1976-, y vicepresidente segundo de la convención constituyente de San Juan de 1986. Se desempeñó también como presidente del Consejo Arquidiocesano de Acción Católica Argentina, presidente de la Corporación de Abogados Católicos, rector de la Universidad Popular de San Juan y decano de la Facultad de Derecho y Ciencias Sociales de la Universidad Católica de Cuyo (1960-1969). Entre 1955 y 1957 fue juzgado y condenado por la dictadura llamada Revolución Libertadora, permaneciendo dos años preso.
Fue uno de los principales inspiradores de la Constitución de 1949. Entre sus obras se destacan La estructura del Estado (1945), Mi defensa (Derecho constitucional (1960), Introducción elemental al derecho (1967) con Antonio R. Lloveras, Antología poética (1977) y Autobiografía (1994).

## Actuación política y judicial
Estudió  en la Facultad de Derecho de la Universidad de Buenos Aires donde se recibió de abogado en 1930 y se doctoró en Jurisprudencia en 1944.
Cuando se produjo el golpe de Estado de 1930 que derrocó al gobierno de Hipólito Yrigoyen, el dictador José Félix Uriburu nombró interventor federal en la provincia de San Juan a Marco Aurelio Avellaneda, quien se llevó a Ramella para que colaborara con la intervención y ese año lo designó Asesor de Menores, cargo desde el cual ascendió, primero a fiscal y luego a juez en lo civil, cargo que dejó en 1932.
Posteriormente fue asesor en la Municipalidad de San Juan de 1934 a 1936, asesor de la Dirección de Rentas de San Juan entre 1935 y 1938, director general de Escuelas de la provincia en 1940, para retornar a ser juez en lo civil entre 1942 y 1946.
En 1946 fue elegido senador nacional por la provincia de San Juan por el período de 1946 a 1952, por la coalición que apoyaba la candidatura presidencial de Juan Domingo Perón. Como senador fue elegido presidente de la Comisión de Asuntos Constitucionales.
En 1949 fue elegido convencional constituyente, siendo uno de los principales inspiradores de la Constitución de 1949, conocida también como la Constitución peronista, habiendo redactado uno de los proyectos de Constitución que fueron tenidos en cuenta para sancionar el texto definitivo. El doctor Ramella comprometido con la reconstrucción de San Juan luego del terremoto de 1944, presentó ante la Cámara de Senadores el primer proyecto de creación en San Juan de la actual Facultad de Arquitectura, Urbanismo y Diseño, el 16 de enero de 1947. Luego de un extenso trámite parlamentario, y gracias a la intervención de la señora María Eva Duarte de Perón el 30 de septiembre de 1950 se sancionó la Ley Nro. 14.016, por la cual se creó en San Juan la Escuela de Arquitectura, entonces dependiente de la Universidad Nacional de Cuyo.
En 1955 fue encarcelado y condenado por la dictadura por votar como senador facultades extraordinarias al Presidente. Ramella se defendió con un detallado escrito publicado con el título de Mi defensa. Permaneció preso durante dos años, hasta que fue indultado en diciembre de 1957.
En 1975 fue convocado por el presidente de la Cámara de Senadores, a cargo de la presidencia, Dr. Italo Luder, por ausencia de Isabel Martínez, para ocupar un puesto como miembro de la Corte Suprema de Justicia de la Nación. Compartió el Tribunal, en distintos momentos con Agustín Díaz Bialet, Miguel Ángel Bercaitz, Ricardo Levene (hijo) y Héctor Masnatta. Cesó en el cargo al producirse el golpe de Estado del 24 de marzo de 1976.

## Actividad religiosa, periodística y docente
Ramella fue profesor y rector de la Universidad Popular de San Juan entre 1935 y 1944), presidió la Corporación de Abogados Católicos de San Juan de 1942 a 1944 y la Junta Arquidiocesana de la Acción Católica Argentina de 1944 a 1946.
Integró el Consejo Superior de la Asociación de Hombres de la Acción Católica entre 1952 y 1958. Fue profesor de Derecho Constitucional y Administrativo de la Facultad de Ciencias Económicas de la Universidad Nacional de Buenos Aires entre 1949 y 1955.
Fue codirector del diario El Pueblo  entre 1953 y 1954. En el marco del conflicto entre Perón y la Iglesia Católica este diario, de orientación católica, fue clausurado por el gobierno de Perón en diciembre de 1954, tres días después de haber publicado grandes fotografías de la multitud que desde la Plaza de Mayo siguió el acto de clausura del Año mariano que se realizaba en la Catedral Metropolitana de Buenos Aires. 
En la Facultad de Derecho y Ciencias Sociales de la Universidad Católica de Cuyo, fue profesor de Derecho Internacional Público, entre 1960 y 1961 y de Derecho Constitucional desde 1962 a 1986. Tuvo los cargos de Decano de la Facultad de Derecho y Ciencias Sociales de la Universidad Católica de Cuyo en San Juan, de 1960 a 1969 y de Vicerrector de la Universidad Católica de Cuyo, de 1970 a 1971.
Falleció en San Juan el 25 de abril de 1993. Había estado casado con Ana Ardizzi, con quien tuvo 7 hijos.

## Obras jurídicas
- La Internacional Católica, 1938
- Reformas a la Constitución de San Juan, 1943
- La Estructura del Estado, 1946
- Derecho Constitucional, 1960
- Introducción Elemental al Derecho, 1967
- El Desarrollo del Derecho Constitucional Argentino, 1969
- Los derechos humanos , 1980
- Atentados a la vida , 1980
- La constitución al alcance de todos , 1983

## Obras literarias
- Palabras de Paz , poesías, 1927
- Torre de Cristal , poesías, 1931
- Orbe , poesías ', 1939
- La Prepotencia y Otros Temas , ensayos, 1943
- Tres Días de Tinieblas , novela, 1961
- Himno , poesías, 1961
- Ruego , poema, 1967
- Poemas , 1972
- Antología Poética , 1977
- Un Soneto de Dante , 1985
- Sarmiento , 1988